# Demolition (Judas Priest)
Demolition è il quattordicesimo studio album della heavy metal band britannica Judas Priest, uscito nel 2001.

## Il disco
L'album vede una nuova sperimentazione del sound della band, che si discosta da quello duro e aggressivo del precedente Jugulator. Le melodie sono più morbide rispetto a quelle del suo predecessore, ma il suono risulta poco incisivo e l'album privo di quel mordente che ha sempre caratterizzato le uscite dei precedenti cd. Per questo motivo, Demolition è l'album dei Judas Priest che ha venduto meno di sempre, eccetto l'album d'esordio Rocka Rolla. Questo è anche il secondo e ultimo studio album in cui alla voce troviamo Tim "Ripper" Owens, che lascerà nel 2004 per favorire il ritorno di Rob Halford. 
Demolition è stato prodotto da Glenn Tipton, chitarrista della band, che ha anche scritto gran parte delle canzoni in compagnia di K.K. Downing. Hanno partecipato alla stesura dei brani anche il produttore Chris Tsangaridies, che aveva prodotto Painkiller e aiutato la band a scrivere A Touch Of Evil, e anche il batterista Scott Travis, che collabora con Tipton scrivendo Cyberface. Era dal 1978 (e più precisamente con Beyond The Realms Of Death) che un batterista dei Priest, in quel caso Les Binks, non scriveva una canzone. Nelle versioni giapponesi, tedesche e australiane dell'album sono presenti bonus tracks.

## Tracce
1. Machine Man (Tipton) - 5.35
2. One On One (Tipton, Downing) - 6.44
3. Hell Is Home (Tipton, Downing) - 6.18
4. Jekyll And Hyde (Tipton) - 3.19
5. Close To You (Tipton, Downing) - 4.27
6. Devil Digger (Tipton) - 4.45
7. Bloodsuckers (Tipton, Downing) - 6.18
8. In Between (Tipton) - 5.41
9. Feed On Me (Tipton) - 5.28
10. Subterfuge (Tipton, Tsangaridies) - 5.12
11. Lost And Found (Tipton, Downing) - 4.57
12. Cyberface (Tipton, Travis) - 6.46
13. Metal Messiah (Tipton, Tsangaridies) - 5.17

Bonus track dell'edizione giapponese
1. What's My Name? (Halford, Tipton, Downing) - 3.45 (Tim "Ripper" Owens alla voce)

Bonus tracks dell'edizione tedesca
1. Rapid Fire (Halford, Tipton, Downing) - 3.53
2. The Green Manalishi (With The Two-Pronged Crown) (Peter Green) - 4.09

- Entrambe sono ri-registrazioni di grandi classici dei Priest con Owens alla voce.

Bonus tracks dell'edizione australiana
1. What's My Name? (Halford, Tipton, Downing) - 3.45
2. Rapid Fire (Halford, Tipton, Downing) - 3.53
3. The Green Manalishi (With The Two-Pronged Crown) (Peter Green) - 4.09

## Formazione
- Tim "Ripper" Owens - voce
- Glenn Tipton - chitarra
- K.K. Downing - chitarra
- Ian Hill - basso
- Scott Travis - batteria